# Гнедина, Надежда Марковна
Наде́жда Ма́рковна Гне́дина (урождённая Бро́дская; псевдоним М. Надеждина; 17 апреля 1905, Киев — 1991, Москва) — советская переводчица
.
Жена дипломата и диссидента Евгения Александровича Гнедина. Дочь — литератор, переводчик и популяризатор науки Татьяна Евгеньевна Гнедина.
Окончила Высшие государственные литературные курсы (1930). Член Союза писателей СССР (1972).

## Переводы
- Паньоль М. Детство Марселя. — М., 1964; доп. изд. — М., 1980.
- Адан В. Трудное решение. — М., 1967.
- Винцлер Б. Солдат трёх армий. — М., 1971.
- Штейдле Л. От Волги до Веймара. — М., 1973.
- Золя Э. Чрево Парижа. — Минск, 1979.